# Volkspark Friedrichshain
Der Volkspark Friedrichshain ist ein Erholungspark im Berliner Ortsteil Friedrichshain. Er entstand 1846 als erste kommunale Grünanlage Berlins. Er grenzt im Norden an das Bötzowviertel im Ortsteil Prenzlauer Berg, im Süden bildet die Landsberger Allee die Parkgrenze.

## Geschichte
Der Friedrichshain ist die erste kommunale Parkanlage Berlins. Nach einer Idee von Peter Joseph Lenné beschloss die Berliner Stadtverordnetenversammlung 1840 anlässlich des Thronjubiläums Friedrichs II., für den dicht besiedelten Berliner Osten einen Erholungspark (vgl. Hain) anzulegen.

### Mitte 19. Jahrhundert bis 1947
Die Gestaltung des ältesten Teils erfolgte 1846–1848 nach Plänen von Johann Heinrich Gustav Meyer. Nach der Revolution von 1848 wurde der Friedhof der Märzgefallenen im Park angelegt. Das Krankenhaus im Friedrichshain auf der Ostseite des Parks entstand 1868–1874 nach Plänen von Martin Gropius und Heino Schmieden. Als Ausgleich für den damit verbundenen Flächenverlust wurde 1874/75 der Park von Meyer, inzwischen Gartenbaudirektor von Berlin, um den Neuen Hain erweitert.

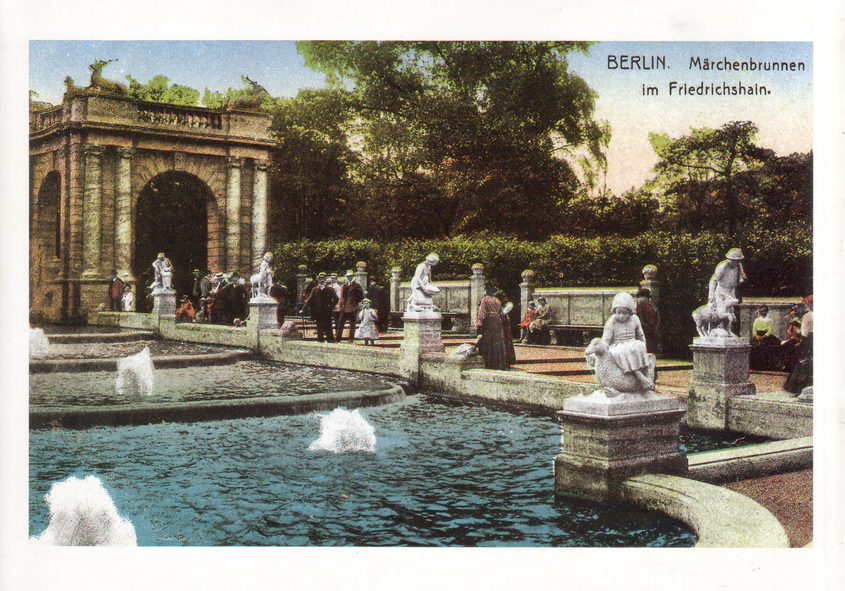
Märchenbrunnen (1913)

Nach zwölfjähriger Bauzeit wurde 1913 mit dem Märchenbrunnen eine der schönsten Brunnenanlagen der Stadt fertiggestellt. Architekt war der langjährige Berliner Stadtbaurat Ludwig Hoffmann. Die zehn Figurengruppen nach Märchen der Brüder Grimm hat der Bildhauer Ignatius Taschner geschaffen, zahlreiche weitere Skulpturen stammen von Josef Rauch und Georg Wrba.
Der 1941 erfolgte Bau der Flaktürme sowie die folgenden Luftangriffe vernichteten den alten Baumbestand fast vollständig. Nach dem Ende des Krieges 1946 wurden die beiden Bunker gesprengt und die Ruinen 1946–1950 mit Bauschutt verfüllt und überdeckt. Der dadurch entstandene Trümmerberg („Mont Klamott“) wurde im Verlauf der Parkerneuerung nach einem Entwurf von Reinhold Lingner begrünt.

### Ab 1950: Freilichtbühne und Schwimmstadion

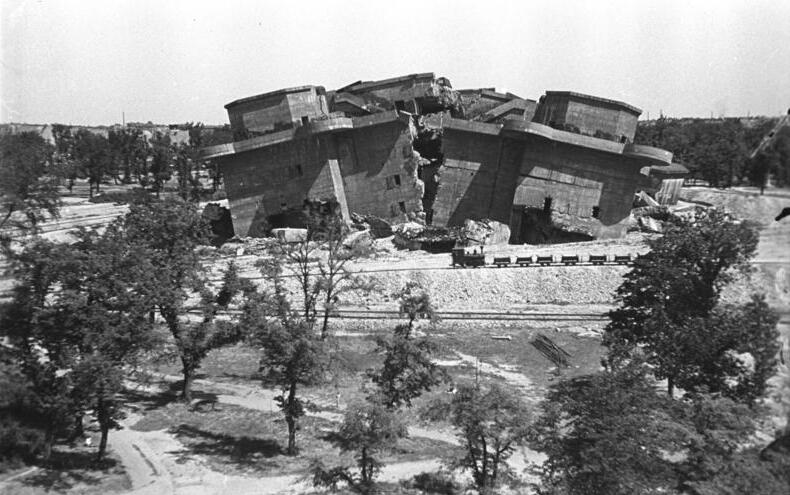
Trümmereinschüttung des gesprengten Gefechtsbunkers des Flak-Doppelbunkers (August 1949)

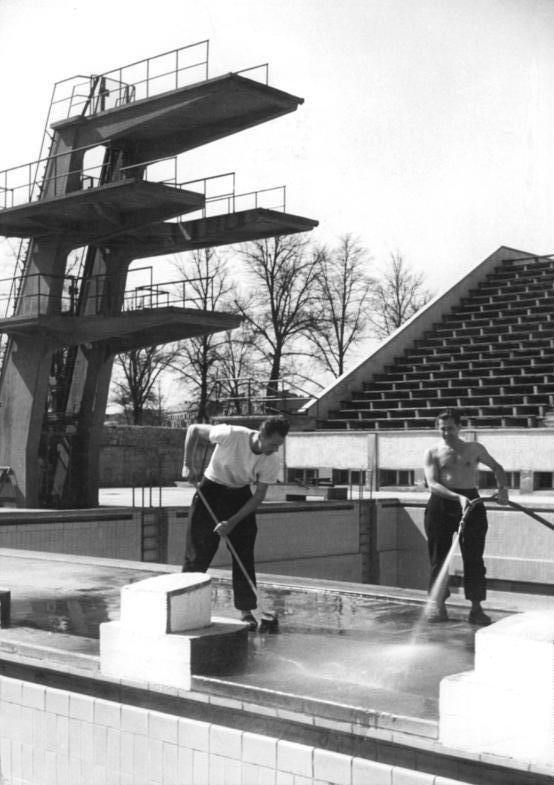
Das mittlerweile abgerissene Schwimmstadion vor der Saisoneröffnung 1954

Im Jahr 1950 wurde die Freilichtbühne im südlichen Bereich des Parks errichtet. Außerdem entstand 1949–1951 in Vorbereitung der III. Weltfestspiele der Jugend und Studenten an der Stelle eines früher vorhandenen Sportplatzes im Neuen Hain nach Entwürfen eines Kollektivs um Karl Souradny, in dem auch Heinz Auspurg und Kurt Brendel mitwirkten, das Schwimmstadion im Friedrichshain, das 1952 den Namen des Sportlers Karl Friedrich Friesen erhielt. Es war eine Freiluftanlage mit zwei Becken: einem 5 Meter tiefen Becken für die Sprungtürme und einem 50 Meter langen Schwimmbecken mit acht Wettkampfbahnen. An den Längsseiten erhoben sich Tribünen aus aufgeschüttetem Trümmerschutt für 8000 Zuschauer. Um 1963 erhielt das Schwimmbecken eine zusammenschiebbare fahrbare Überdachung für den Winterbetrieb, die jedoch unsachgemäß ausgeführt wurde und zu niedrig lag. In diesem Stadion fanden Schulschwimmveranstaltungen, Training und Wettbewerbe statt, es diente aber auch für andere Massenveranstaltungen wie einem Auftritt von Hauff und Henkler 1973 anlässlich der X. Weltfestspiele der Jugend und Studenten. Sowohl der unsanierte Zustand der Wasserbecken als auch die ungepflegten Zuschauertribünen führten nach dem Mauerfall und der Verantwortungsübernahme durch den Senat von Berlin ab 1999 zum Abriss der gesamten Anlage. Im Park erhalten sind die vier Pfeiler des westlichen Eingangs mit ihren Laternen. Sie wurden in der Werkstatt von Karl Souradny im Jahr 1951 angefertigt.
Zu DDR-Zeiten, nach 1973, entstand in Friedrichshain auch ein Indianerdorf, das zur Gestaltung von Ferienspielen diente.

### Gedenkstätten, das SEZ und der Friedenspavillon

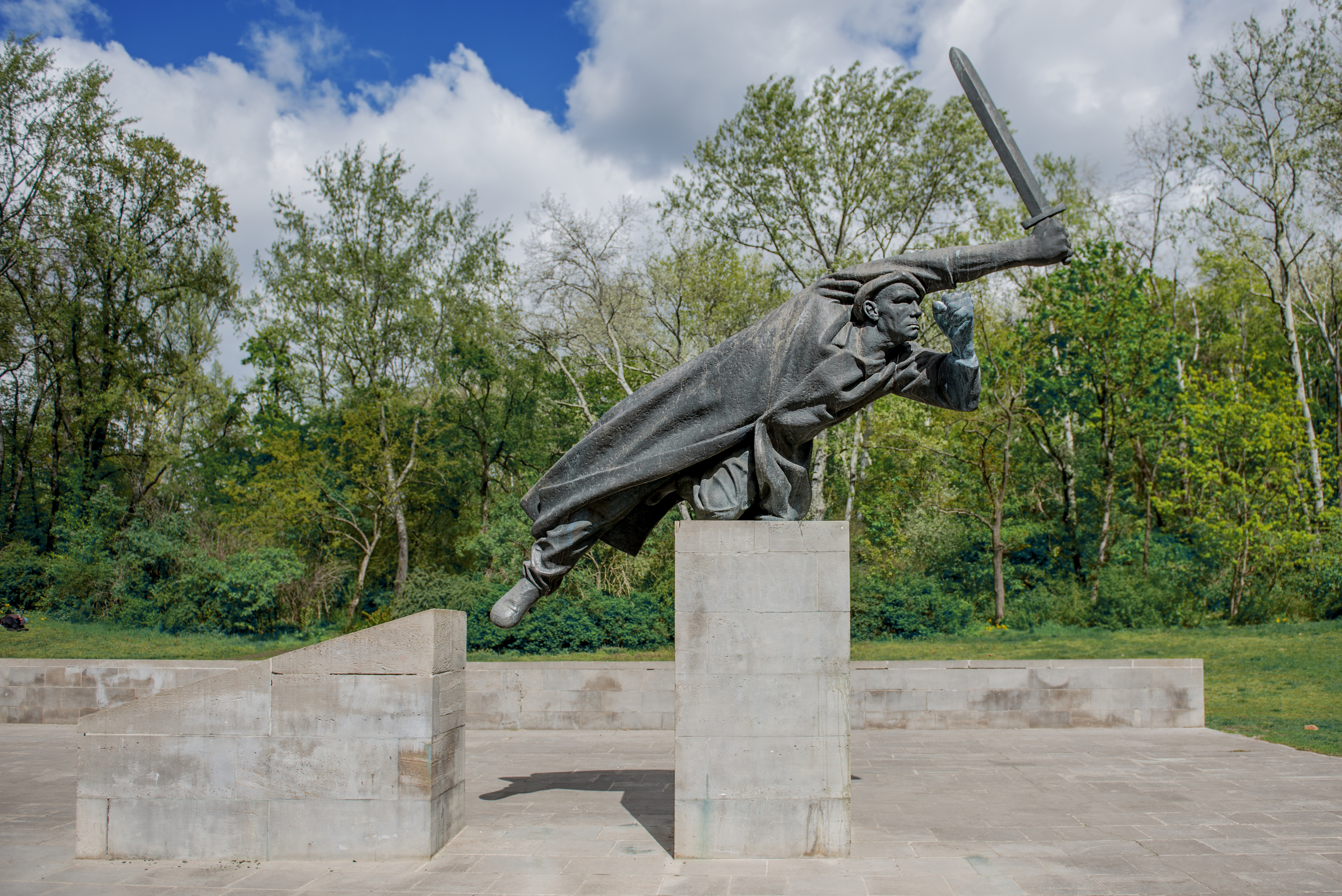
Denkmal der Spanienkämpfer, 1968 errichtet

Die Gedenkstätte der 3000 Interbrigadisten des Spanischen Bürgerkriegs, die sich an der Friedenstraße am westlichen Rand der Parkanlage befindet, entstand 1968. Für die sechs Meter hohe Bronzefigur eines Spanienkämpfers lieferte Fritz Cremer die Entwürfe, die Reliefs schuf Siegfried Krepp.
In den Jahren 1969–1973 wurde der Park umgestaltet und Pavillons sowie Sport- und Spielplätze wurden gebaut. Im Jahr 1972 erhielt die nördliche Seite des Parks das Denkmal des gemeinsamen Kampfes polnischer Soldaten und deutscher Antifaschisten. 1981 ließ der Magistrat von Berlin das Sport- und Erholungszentrum (SEZ) errichten.
Im Jahr 1989 wurde eine Weltfriedensglocke der japanischen World Peace Bell Association eingeweiht und mit einem kleinen Pavillon geschützt. Der Pavillon trug ein kupfernes Dach, das Buntmetalldiebe im Jahr 2012 entwendeten.

### 21. Jahrhundert: Erneute Rekonstruktion
Von 1995 bis 2004 erfolgte eine umfassende Rekonstruktion des Parks und seiner Anlagen. Nach dem Abriss des Schwimmstadions war die Wiederherstellung des Neuen Hains möglich. Am Märchenbrunnen wurden grobe Vandalismusschäden beseitigt, die Anlage wurde weitestgehend in ihren Originalzustand zurückversetzt.

## Weitere Kunst im Park

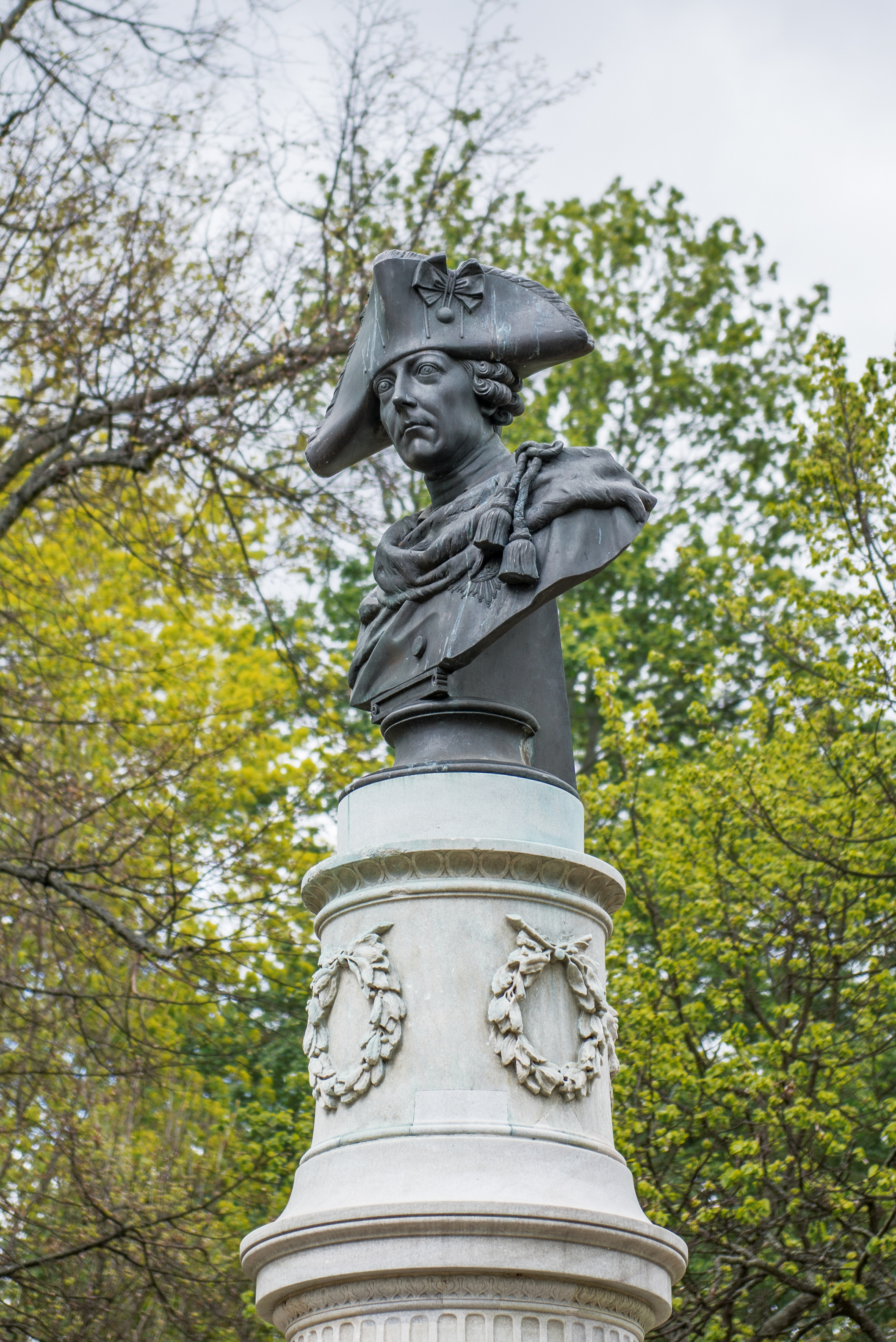
Wiedererrichtetes Denkmal Friedrich II. (2000)

Ein Nachguss der 1848 entstandenen und nach dem Zweiten Weltkrieg vermutlich gestohlenen Bronzebüste Friedrichs II. wurde auf der ausgegrabenen Original-Rundsäule im Jahre 2000 am historischen Standort wieder aufgestellt. Im Jahr 1994 erhielt der Bereich um den See eine Goldskulptur Große metamorphe Landschaft, angefertigt nach Entwurf von Friedrich B. Henkel. Dieses schwere Kunstwerk wird seit dem Frühjahr 2014 vermisst. Auch hier geht das Bezirksamt Friedrichshain-Kreuzberg davon aus, dass Buntmetalldiebe am Werk waren. Insgesamt sind von den zahlreichen Kunstwerken noch 11 im Park präsent, nicht mitgezählt die Figuren des Märchenbrunnens und die bereits oben genannten Werke.

## Freizeit und Natur

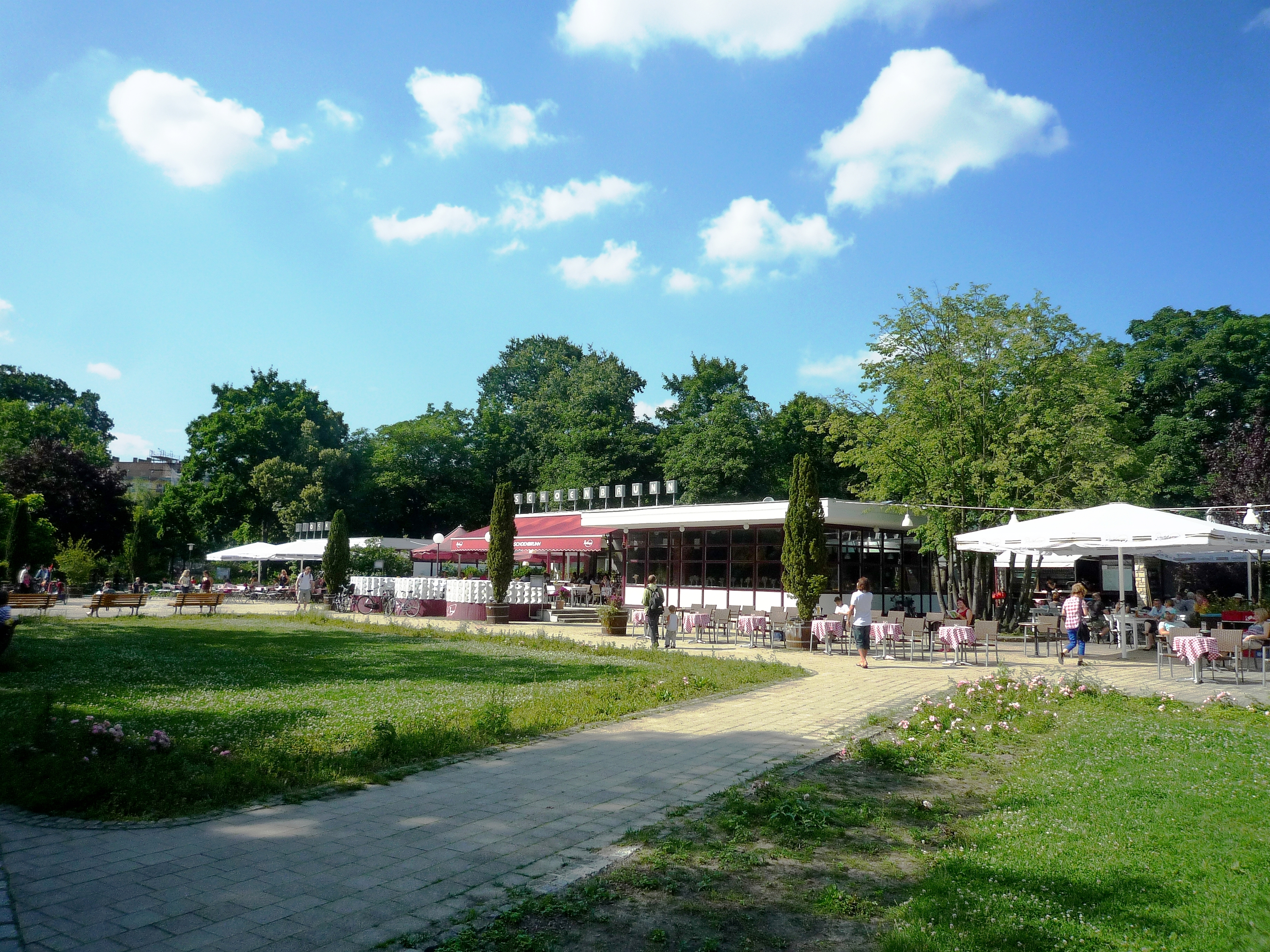
Restaurant und Café

Der Kleine (68 m hoch) und der Große Bunkerberg (Mont Klamott, 78 m hoch) haben je eine Aussichtsplattform.
Am östlichen Hang des Kleinen Bunkerbergs wurde nach Abschluss der Trümmerauffahrung unter anderem eine gern und viel genutzte Rodelbahn angelegt.
Die Freilichtbühne wird in den Sommermonaten vom Radio Eins Freiluftkino Friedrichshain genutzt. Neben Spiel- und Liegewiesen stehen für sportliche Aktivitäten ein Beachvolleyballfeld, eine Halfpipe, Basketball- und Fußballplätze, ein Kletter- bzw. Boulderfelsen, ein Rundkurs für Inline-Skater und ein separater Fitness-Parcours mit Laufrunde für Jogger zur Verfügung. Für Kinder gibt es mehrere Spielplätze.
Im Neuen Hain gibt es einen alten Eichenbestand, einzelne Bäume sind als Naturdenkmal ausgewiesen.
Am Ballspielplatz im Volkspark Friedrichshain befindet sich eine der insgesamt drei öffentlichen Trinkwasserstellen im Bezirk Friedrichshain-Kreuzberg.

## Film
- Der Volkspark Friedrichshain – Mont Klamott. Dokumentarfilm, Deutschland, 2013, 43:30 Min., Buch: und Schnitt: Simone Dobmeier und Torsten Striegnitz, Regie: Torsten Striegnitz, Produktion: Studio Mitte, rbb, Reihe: Geheimnisvolle Orte, Erstsendung: 19. November 2013 bei rbb, Inhaltsangabe von rbb.